# Micosis humanas
La micosis humana es toda infección del organismo humano producto de hongos.
En países como República Dominicana se le conoce vulgarmente como honguera.
Los síntomas de la micosis pueden incluir: manchas, decoloración, descamación, irritación, prurito más o menos intenso, exudado, etc.
Los pies suelen ser la zona del cuerpo humano de más frecuente aparición de micosis.

## Clasificación de las Micosis humanas
Las micosis humanas se suelen clasificar de acuerdo con el sitio anatómico en el que surgen, por ejemplo, mucocutáneas o sistémicas; y de acuerdo con la epidemiología en endémicas u oportunistas, por ejemplo. Las infecciones mucocutáneas originan complicaciones graves y son muy molestas, pero rara vez son mortales. Las infecciones sistémicas, sin embargo, que afectan a órganos profundos suelen ser muy graves y, en la mayor parte de los casos letales. Las micosis endémicas son infecciones causadas por hongos que no forman parte de la flora normal del ser humano, y que se adquieren del entorno, por ejemplo la histoplasmosis o la coccidiomicosis. Las micosis oportunistas están adquiriendo un papel muy importante por el gran aumento de personas inmunodeficientes y su facilidad de transmisión y propagación.
Una de las posibles clasificaciones es la siguiente:
- Micosis cutáneas superficiales:
  - Pitiriasis versicolor
  - Infecciones por levaduras

- Micosis cutáneas:
  - Dermatofitosis
  - Onicomicosis
  - Blastomicosis
  - Candidiasis mucocutánea

- Micosis subcutáneas:
  - Micetoma
  - Esporotricosis

- Micosis profundas o sistémicas:
  - Coccidiomicosis
  - Mucormicosis
  - Histoplasmosis
  - Paracoccidioidomicosis
  - Criptococosis
  - Pneumocistitis

- Micosis oportunistas:
  - Candidiasis sistémica
  - Aspergilosis
  - Fusariosis
  - Scedosporiosis
  - Tricosporonosis

## Tratamiento
Véase para más información: Antifúngico